# Chemoselektivita
Chemoselektivita je pojem označující převahu jednoho výsledku chemické reakce nad ostatními možnými výsledky.
Chemoselektivitu lze také chápat jako selektivní reaktivitu jedné funkční skupiny za přítomnosti jiných; často se přitom k jejímu dosažení používají chránicí skupiny. Předpovídání chemoselektivity podle struktury molekul se dá provést, ovšem skutečný výsledek reakce může záviset na množství faktorů, jejichž vliv nelze ve využitelné míře předvídat; jde například o vlastnosti rozpouštědla nebo atomové orbitaly.
Jako příklad lze uvést selektivní organické redukce, kdy je obecně vyšší relativní chemoselektivity dosahováno při použití tetrahydridoboritanu sodného než u tetrahydridohlinitanu lithného. Dalším příkladem je oxidace ketonové skupiny 4-methoxyacetofenonu bělidly při vysokých pH za vzniku karboxylové kyseliny a oxidace skrz elektrofilní aromatickou substituci na arylchlorid při nízkých pH.